# Frogs (canção)
Frogs é uma canção da banda de rock Americana Alice in Chains. É a 11ª faixa
do álbum de mesmo nome lançado em 1995.
É considerada uma das canções mais técnicas, mostrando muitos toques de harmônicos, e escalas esquisitas. O som e ritmo da canção se ajustam bem no álbum.
É também bem conhecida por suas letras quietas e sincronizadas a partir da marca 5:14, e reflete o vocal de Layne Staley em seu mais obscuro até então. As letras para esta parte não estão incluidas no encarte do álbum.
Foi também tocada na performance acústica da banda, com Staley improvisando muitas das letras na ponte da música. A performance da canção no MTV Unplugged até esta data é a única apresentação ao vivo conhecida da canção com Layne Staley.
É também a canção mais longa da banda, alcançando a marca de 8:18, e a performance no Unplugged 7:30 (também mais longas que qualquer outras canções deles).
Jerry Cantrell, sobre a canção, do encarte do box-set Music Bank:
| “ | Nós fomos fazer as demos para o "álbum do cachorro" nesse lugar chamado Bear Creek, que por todas as intenções e propósitos era um celeiro. Nós estávamos lá para trabalhar as canções por uma semana e não conseguimos tirar uma coisa sequer de lá. Mas perto do lago havia estes sapos legais e barulhentos. Então nós colocamos o microfone lá fora, gravamo-los e é isso que você pode escutar no fundo desta canção. | ” |